# بارسوآن
بارسوآن (انگلیسی: Barsuan) یک شهرک در شهرستان بلاگووارسکی باشقیرستان کشور روسیه است.